# Вьера, Себастьян
Марио Себастья́н Вьера Галаи́н (исп. Mario Sebastián Viera Galain; 7 марта 1983) — уругвайский футболист, вратарь. Бронзовый призёр Кубка Америки 2004.

## Карьера
Вьера начал свою профессиональную карьеру в клубе «Насьональ». После одного единственного сезона он должен был переехать в Премьер-лигу в «Арсенал» в августе 2005 года, но Арсен Венгер отказался от сделки, когда игрок не прошёл медицинское обследование.
В конце концов, подписал контракт с испанским «Вильярреалом» четырёхлетний контракт.
В середине сезона 2007/08 «Вильярреал» подписал Диего Лопеса, который вытеснил Виеру из основного состава. Он ушёл из команды. 11 ноября он подписал контракт с греческим клубом «Ларисса», однако в январе 2010 года контракт был расторгнут и он перешёл в «Атлетико Хуниор». За сборную Уругвая провёл 15 матчей.

## Титулы
- Чемпион Уругвая (1): 2005
- Вице-чемпион Уругвая (2): 2003, 2004
- Чемпион Колумбии (1): 2011 (Финалисасьон)
- Вице-чемпион Испании (1): 2007/08
- Обладатель Кубка Колумбии (1): 2015
- Финалист Кубка Колумбии (1): 2016